# コラリー・ファルジャ
コラリー・ファルジャ（Coralie Fargeat、1976年11月24日 - ）は、フランスの女性映画監督、脚本家。

## 来歴
パリ出身。16歳の頃から映画製作を志す。パリ政治学院を経て、パリの映画学校ラ・フェミスに学ぶ。
2003年に短編映画Le télégrammeでデビュー、いくつかの映画祭の賞を受賞した。2014年、短編映画Reality+でトライベッカ映画祭の審査員賞にノミネートされた。
2017年、初の長編映画『REVENGE リベンジ』を監督、第42回トロント国際映画祭でプレミア上映され、注目される。2024年の映画『サブスタンス』が第77回カンヌ国際映画祭で脚本賞を受賞、第97回アカデミー賞で5部門にノミネートされ、アカデミーメイクアップ&ヘアスタイリング賞を受賞した。

## 主な作品
- Le télégramme (2003) 短編映画 ※
- Les Fées Cloches (2008) テレビミニシリーズ、出演も ※
- Reality+ (2014) 短編映画 ※
- REVENGE リベンジ Revenge (2017) ※
- サンドマン The Sandman (2022) テレビドラマ、1エピソード
- サブスタンス The Substance (2024) ※

※は脚本も担当。